# Zespół Browna-Séquarda

Uszkodzenie rdzenia w zespole Browna-Séquarda przedstawia dolny schemat

Zespół Browna-Séquarda (zespół poprzecznego uszkodzenia połowy rdzenia, ang. Brown-Séquard syndrome, Brown-Séquard's hemiplegia, Brown-Séquard's paralysis) – zespół neurologiczny spowodowany jednostronnym, poprzecznym uszkodzeniem połowy rdzenia kręgowego. Na obraz kliniczny zespołu w czystej postaci składają się:
- tożstronny niedowład piramidowy poniżej miejsca uszkodzenia, spowodowany uszkodzeniem drogi korowo-rdzeniowej (górnego neuronu ruchowego)
- tożstronne zniesienie czucia rodzaju dotyku, rozróżniania dwóch jednocześnie dotykanych punktów, wibracji i czucia głębokiego (propriocepcji) poniżej miejsca uszkodzenia, spowodowane uszkodzeniem pęczka smukłego i klinowatego
- przeciwstronne zaburzenia czucia bólu i temperatury poniżej miejsca uszkodzenia, spowodowane uszkodzeniem drogi rdzeniowo-wzgórzowej
- zniesienie wszystkich modalności czucia w zakresie unerwianych przez uszkodzony korzeń nerwu (lub korzenie) dermatomów
- niedowład obwodowy mięśni unerwianych przez uszkodzone korzenie nerwów.

Najczęstszymi przyczynami zespołu są guzy rdzenia, stwardnienie rozsiane, także uraz kręgosłupa, np. w ranach od ostrych narzędzi lub od kuli, czy też boczne przemieszczenie krążka międzykręgowego (dyskopatia pourazowa lub idiopatyczna).
Rokowanie jest uzależnione od czynnika, który doprowadził do uszkodzenia struktur rdzenia, i w większości przypadków jest dość dobre.
Zespół opisał w 1850 roku francuski neurolog Charles-Édouard Brown-Séquard (1817–1896).